# Кондаков, Игорь Вадимович
И́горь Вади́мович Кондако́в (род. 6 декабря 1947) — советский и российский философ, литературовед и культуролог, специалист в области культурологии (теории и истории культуры, в частности, России), теории и истории литературы (прежде всего — русской), литературно-художественной критики, теории искусства, истории философии и общественной мысли (главным образом — России). Кандидат филологических наук, доктор философских наук, профессор. Профессор кафедры истории и теории культуры факультета культурологии РГГУ. Один из авторов двухтомной энциклопедии «Культурология. XX век».

## Биография
Внук уральского географа В. А. Кондакова, старший брат литературоведа, декана филологического факультета ПГНИУ Б. В. Кондакова.
Окончил филологический факультет Пермского государственного университета (1971) и аспирантуру факультета журналистики МГУ.
В 1983 году защитил кандидатскую диссертацию «Литературно-художественная критика в контексте культуры. (Вопросы методологии)». В 1980-е годы работал в секретариате Отделения литературы и языка АН СССР (помощник М. Б. Храпченко и П. А. Николаева).
С 1989 по 1993 годы — старший научный сотрудник Института мировой литературы имени А. М. Горького.
С 1993 года — доцент кафедры истории и теории культуры РГГУ. C 1999 года — доктор философских наук (диссертация «Архитектоника русской культуры»).
C 2006 года — академик (действительный член) РАЕН по секции «Гуманитарные науки и творчество», заместитель председателя Научного совета РАН «История мировой культуры». Член Научного совета РАН по изучению и охране культурного и природного наследия.
Сопредседатель Научной комиссии социокультурных проблем и цивилизационных характеристик истории России, член Комиссии междисциплинарного исследования художественной деятельности и Научной коллегии Научно-образовательного культурологического общества РФ (НОКО).
Председатель редакционной коллегии серии коллективных научных трудов «Россия на перекрестке культур» в издательстве «Наука». Входит в состав редакционных коллегий ряда рецензируемых журналов: «Общественные науки и современность»; «Вестник РГГУ (серия культурологии, искусствоведения, музеологии)»; «Мир психологии»; «Вопросы культурологии»; «Интеллигенция и мир»; «Энтелехия»; «Личность. Культура. Общество»; научный альманах «Традиционная культура».
Заместитель председателя экспертного совета ВАК РФ по философии, социологии и культурологии. Член диссертационных советов в РГГУ:
- Д.212.198.06 — совет по защите докторских и кандидатских диссертаций на соискание учёных степеней по специальности 24.00.01 — теория и история культуры (культурология, искусствоведение, исторические науки);
- Д.212.198.05 — совет по защите докторских и кандидатских диссертаций на соискание учёных степеней по специальности 09.00.03 — история философии; 09.00.11 — социальная философия (философские науки); 22.00.04 — социальная структура, социальные институты и процессы (социологические науки);
- Д.212.198.09 — совет по защите докторских и кандидатских диссертаций на соискание учёных степеней по специальности — 22.00.06 — социология культуры и духовной жизни; 22.00.08 — политические институты, этнополитические конфликты; 23.00.02 — национальные и политические технологии;
- Д.212.198.04 — совет по защите докторских и кандидатских диссертаций по филологическим наукам (специальности 10.01.01 — рус. лит., 10.01.03 — лит. заруб. стран Европы и Америки; 10.01.08 — теория лит., текстология; 10.01.09 — фольклористика);
- Д. 212.198.12 — совет по филологическим наукам (10.01.10 — журналистика, русский язык)[2].

Круг научных интересов — история культуры России XIX—XXI вв.; социодинамика и феноменология культуры; типология и морфология культуры.

## Семья
- Первая жена — Людмила Михайловна Маракова, преподаватель литературы.
- Вторая жена — Любовь Яковлевна Шнейберг, старший преподаватель кафедры стилистики русского языка факультета журналистики МГУ[3].

## Научные труды
- Классика в свете её современной интерпретации // Классика и современность. — М., 1991. — С. 20—48. (в соавт. с Б. В. Кондаковым)
- Контрапункт: две линии в развитии русской культуры. Славянофилы и революционные демократы // Русская литература. — 1991. — № 3. — С. 3—24.
- Генезис тоталитаризма в русской культуре // Проблемы и перспективы развития культурологии в вузах России: Тез. Всерос. конф. — Ростов н/Д, 1993. — С. 13—15.
- Введение в историю русской культуры: Теоретический очерк: Учеб. — М.: Наука, 1994. — 378 с.
- От Горького до Солженицына: пособие по литературе для поступающих в вузы. — 2-е изд. — М.: Высшая школа, 1995. — 559 с. (в соавт. с Л. Я. Шнейберг)
- Введение в историю русской культуры: Учеб. пособие для вузов. — М.: Аспект-Пресс, 1997. — 686 с.
- [Авт. статей]: Культурология. XX век: Слов. — М.: Унив. кн., 1997. — 630 с.
- (Чл. авт. коллектива]: Очерки по истории мировой культуры: Учеб. пособие. М.: Языки русской культуры, 1997. Из содерж.: Культура России: Два лика русской культуры очерк русской культуры XVIII—XIX вв. — С. 453—478.
- [Авт. статей]: Культурология. XX век: Энцикл. — СПб.: Унив. кн., 1998. — Т. 1—2.
- Культура России: Учеб. пособие для студентов вузов. — М.: Кн. дом «Ун-т», 1999. —м357 с.
- Отв. ред., сост.: Д. И. Писарев: Исследования и материалы. — М.: Наследие, 1995. — Вып. 1: Мир Писарева. — 256 с.[4]
- [Авт. статей]: Россия как цивилизация: устойчивое и изменчивое / Ахиезер А. С., Гавров С. Н., Кульпин Э. С., Пелипенко А. А., Кондаков И. В., Хренов Н. А., Яковенко И. Г. и др.; отв. ред И. Г. Яковенко; Научный совет РАН «История мировой культуры». — М.: Наука, 2007. — 685 с. — ISBN 978-5-02-035664-1.
- Вместо Пушкина. Этюды о русском постмодернизме. — М.: Издательство МБА, 2011. — 383 с.
- Русский масскульт: От барокко к постмодерну. — М.—СПб.: Центр гуманитарных инициатив, 2018. — 544 с. — (Серия: Humanitas). — ISBN 978-5-98712-883-1.